# رامول سیلاما
رامول سیلاما (انگلیسی: Ramol Sillamaa؛ زادهٔ ۱۷ اکتبر ۲۰۰۴) بازیکن فوتبال اهل استونی است.
وی همچنین در تیم ملی فوتبال استونی بازی کرده است.